# Cucullia speyeri
Cucullia speyeri är en fjärilsart som beskrevs av Joseph Albert Lintner 1874. Cucullia speyeri ingår i släktet Cucullia och familjen nattflyn. Inga underarter finns listade i Catalogue of Life.